# Бубнівська сільська рада (Баранівський район)
Бубнівська сільська рада — колишня адміністративно-територіальна одиниця та орган місцевого самоврядування у Баранівському районі Волинської округи та Київської області УРСР з адміністративним центром у колонії Бубни.

## Населені пункти
Сільській раді на момент ліквідації були підпорядковані населені пункти:
- кол. Бубни
- кол. Ново-Щаслива

## Населення
Кількість населення ради, станом на 1923 рік, становила 1 362 особи, кількість дворів — 266.
Кількість населення ради, станом на 1931 рік, становила 886 осіб.

## Історія та адміністративний устрій
Утворена 1923 року в складі колоній Бубни, Будисько, Віцентова, Лугова, Ново-Щаслива та Ольшанка Баранівської волості Новоград-Волинського повіту Волинської губернії. 7 березня 1923 року увійшла до складу новоствореного Баранівського району Житомирської (згодом — Волинська) округи. 1 вересня 1925 року колонії Будисько, Віцентову та Ольшанку було передано до складу новоствореної Ольшанської сільської ради Довбишського району.
10 березня 1934 року кол. Лугова передано до складу Людвиківської сільської ради Мархлевського району Київської області.
Ліквідована 23 серпня 1934 року, відповідно до постанови Президії ВУЦВК «Про ліквідацію Бубнівської сільської ради Баранівського району»; кол. Бубни (Бубнів) передано до складу Фрідріхівської сільської ради, кол. Ново-Щаслива — до складу Полянківської сільської ради Баранівського району Київської області.